# Anđelka Martić
Anđelka Martić (Zagreb, 1. svibnja 1924. – Zagreb, 11. studenoga 2020.) hrvatska je književnica i prevoditeljica, poznata po svojim djelima za djecu.

 Najčitanije joj je djelo kratki roman Pirgo, priča o prijateljstvu dječaka i laneta u danima Drugog svjetskog rata.

## Životni put
Rođena je u Zagrebu 1. svibnja 1924. godine. Odrasla je na zagrebačkoj Trešnjevci, u obitelji s troje djece od kojih je ona bila srednje. Otac joj umire 1933. godine, a majka često zbog bolesti izbiva pa Anđelka provodi vrijeme kod očinskih bake i djeda na selu. To djetinjstvo između sela i grada kasnije će joj postati jedan od glavnih motiva i nadahnuća te će ga opisati u mnogima od svojih knjiga.
Početkom Drugoga svjetskog rata završava tadašnju Srednju trgovačku školu u Zagrebu. Nakon što joj je, kao aktivni ilegalac i član Komunističke partije, 1941. u Zagrebu uhvaćen te 1942. u Jasenovcu ubijen stariji brat Ivica, Anđelka Martić se pridružuje partizanima i radi kao ratna dopisnica 28. slavonske divizije. Prve pjesme objavljuje joj Grigor Vitez u časopisu Kulturni prilozi koji je izlazio na Papuku. Sudjeluje u oslobođenju Beograda, pri čemu zarađuje Orden za hrabrost spasivši ranjenog satnika ispred neprijateljskog tenka. Nakon oslobođenja Beograda postaje član uredništva lista jugoslavenske Prve armije, Za pobedu. Poslije rata radi kao novinarka u listovima Vjesnik i Omladinski borac te u dječjem časopisu Pionir. Bila je glavna i odgovorna urednica dječjeg časopisa Radost i glavna urednica nakladničke kuće Naša djeca u Zagrebu. Od 1954. bila je član Društva hrvatskih književnika.

## Književni rad
Pisala je pjesme, crtice, dječje priče i tekstove za slikovnice; izdana joj je i knjiga proze za odrasle. Najznačajniji je autor hrvatske ratne proze za djecu, a piše i autobiografska djela te fantastičnu prozu u stilu Ivane Brlić-Mažuranić. U romanu Pirgo, pisanome u prvom licu, lirskom toplinom priča o ratu u kojem bez razlike stradaju sva bića.
Djela su joj prevođena na mnoge strane jezike, od poljskog, češkog, ruskog i talijanskog do esperanta, kineskog i farsija. Ona sama je prevela i veći broj knjiga sa slovenskog jezika. 
Knjige za djecu:
- Mali konjovodac i druge priče – Zagreb 1951.
- Bjelkan – Zagreb 1951.
- Pirgo – Zagreb 1953. (40 hrvatskih izdanja i prijevodi na mnoge svjetske jezike)
- Jezero u planini – Zagreb 1956.
- Vuk na Voćinskoj cesti – Zagreb 1956.
- U vihoru – Zagreb 1958.
- Dječak i šuma – Zagreb 1960.
- Kurir Dragan i njegovo konjče – Sarajevo 1961.
- Neugasivi životi – Zagreb 1961.
- Mali borac – Zagreb, 1964.
- Proljeće, mama i ja –Zagreb, 1968.
- Baba Kata – Zagreb 1971.
- Djedica Pričalo i čarobni vrutak – Zagreb, 1977.
- Šašavi dani – Zagreb 1978.
- Mali konjovodac – Zagreb, 1985.
- Izabrana djela u Pet stoljeća hrvatske književnost, knj. 181/1 – Zagreb, 1991.
- Zarobljenik šumske kuće – Zagreb, 1999.
- Tri lisice i šumski car – Zagreb, 2002.
- Dječak div i druge bajke – Zagreb, 2002.

## Nagrade i priznanja
Za svoj književni rad Anđelka Martić odlikovana je Ordenom rada sa zlatnim vijencem. Godine 1969. dobila je nagradu Ivan Goran Kovačić, 1971. nagradu festivala Kurirček u Mariboru, a 1972. nagradu Kurir Jovica koju je dodjeljivao Savet za vaspitanje i zaštitu dece Jugoslavije.
1973. u Poljskoj je odlikovana Ordenom osmijeha, jedinstvenim odlikovanjem koje Republika Poljska u ime djece Poljske dodjeljuje ljudima posebno zaslužnima za njihovo vedrije i ljepše djetinjstvo.
Godine 1975. dobila je nagradu Saveza udruženja boraca narodnooslobodilačkog rata Jugoslavije 4. juli za svoje književno stvaralaštvo, a 1984. povelju Zmajevih dečjih igara za životno djelo.
- Nagrada Ivan Goran Kovačić – 1969.
- Nagrada festivala Kurirček – 1971.
- Nagrada Kurir Jovica – 1972.
- Orden osmijeha – 1973.
- Nagrada 4. juli – 1975.
- Nagrada Ivana Brlić Mažuranić za knjigu Djedica pričalo i čarobni vrutak – 1977.
- Povelja Zmajevih dečjih igara – 1984.

## Vanjske poveznice
- Nacional.hr – Kristina Olujić: ANĐELKA MARTIĆ: "Voljela bih doživjeti da se moj ‘Pirgo’ vrati u obveznu lektiru"
- Večernji.hr – Petra Balija: Odrasla je u Kamengradskoj, pisala u Dalmatinskoj ulici, a čitali su je u svijetu
- Portal Novi list – Preminula Anđelka Martić, autorica legendarnog romana “Pirgo”